# Phlegra parvula
Phlegra parvula är en spindelart som beskrevs av Wesolowska, Russel-Smith 2000. Phlegra parvula ingår i släktet Phlegra och familjen hoppspindlar. Inga underarter finns listade i Catalogue of Life.